# هيثر كوبر
هيثر كوبر (بالإنجليزية: Heather Cooper)‏ (9 مايو 1995 - ) هي لاعبة كرة يد أستراليا.